# Ottenhofen (Bawaria)
Ottenhofen – miejscowość i gmina w Niemczech, w kraju związkowym Bawaria, w rejencji Górna Bawaria, w regionie Monachium, w powiecie Erding, wchodzi w skład wspólnoty administracyjnej Oberneuching. Leży około 10 km na południe od Erdinga, nad rzeką Sempt, przy liniach kolejowych Monachium – Erding oraz Monachium - Wels.

## Dzielnice
W skład gminy wchodzą cztery dzielnice:
- Ottenhofen
- Unterschwillach
- Siggenhofen
- Herdweg

## Demografia
| Rok  | Liczba mieszk. |
| ---- | -------------- |
| 1970 | 1 040          |
| 1987 | 1 071          |
| 2000 | 1 597          |
| 2007 | 1 793          |

### Struktura wiekowa
Dane o ludności z 31 grudnia 2008:
| Opis                                | Ogółem | Ogółem | Kobiety | Kobiety | Mężczyźni | Mężczyźni |
| ----------------------------------- | ------ | ------ | ------- | ------- | --------- | --------- |
| Jednostka                           | osób   | %      | osób    | %       | osób      | %         |
| Populacja                           | 1809   | 100    | 885     | 48,92   | 924       | 51,08     |
| Wiek przedprodukcyjny (0–17 lat)    | 390    | 21,56  | 181     | 10,01   | 209       | 11,55     |
| Wiek produkcyjny (18–65 lat)        | 1172   | 64,79  | 571     | 31,56   | 601       | 33,22     |
| Wiek poprodukcyjny (powyżej 65 lat) | 247    | 13,65  | 133     | 7,35    | 114       | 6,3       |

## Polityka
Wójtem gminy jest Ernst Egner z CSU, rada gminy składa się z 12 osób.
|      | CSU | FW | SPD | Razem |
| 2008 | 5   | 6  | 1   | 12    |
| 2002 | 6   | 6  | -   | 12    |

## Oświata
W gminie znajduje się przedszkole (50 miejsc) oraz szkoła podstawowa (4 nauczycieli, 93 uczniów).